# 东湖街道 (淮安市)
东湖街道，是中华人民共和国江苏省淮安市清江浦区下辖的一个乡镇级行政单位。

## 行政区划
东湖街道下辖以下地区：
深圳路社区、新村社区、山阳社区、机场社区、马庄社区和山前社区。